# Karl Herrmann (Maler)

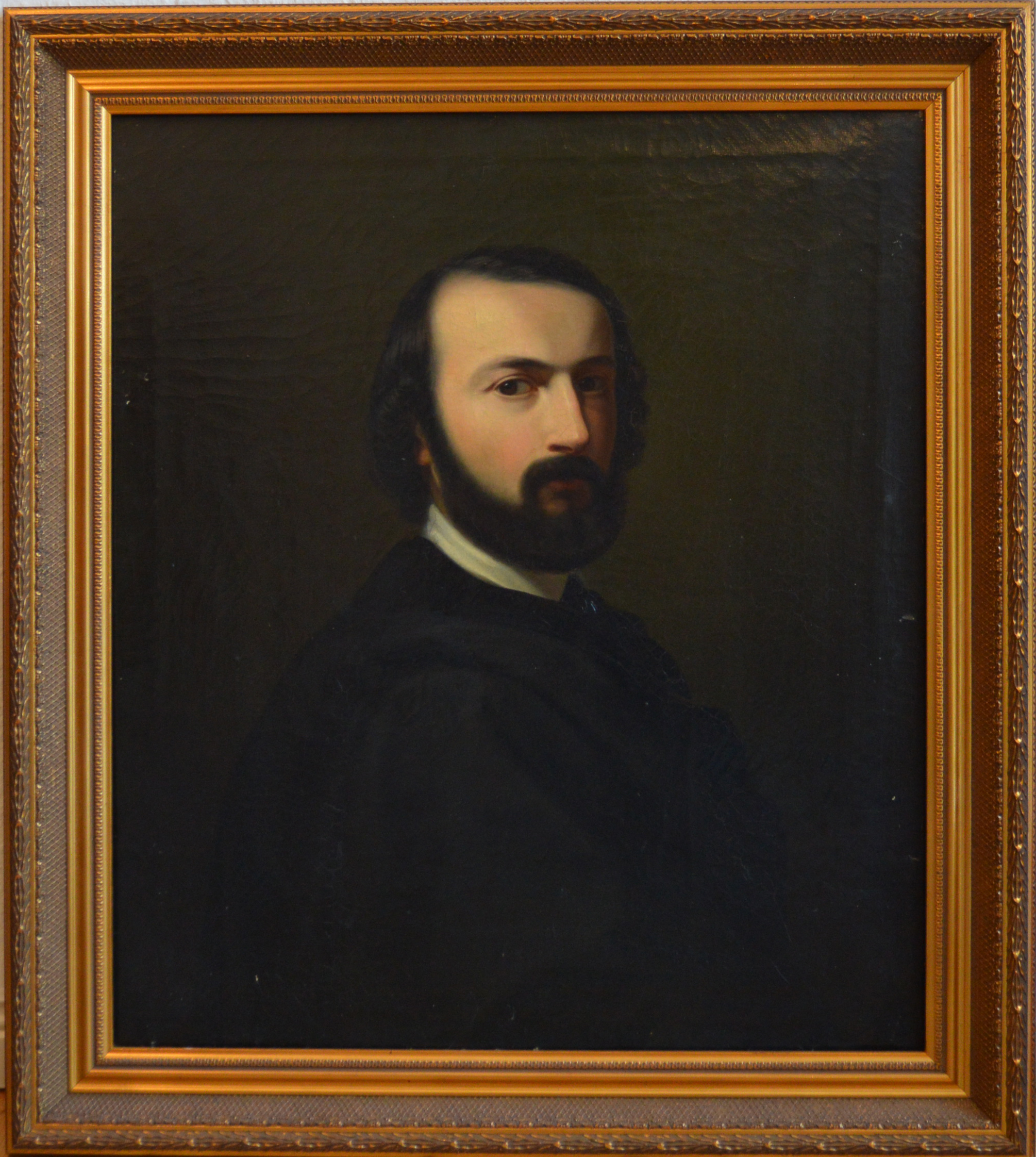
Bildnis eines Mannes (Selbstbildnis?), 1846

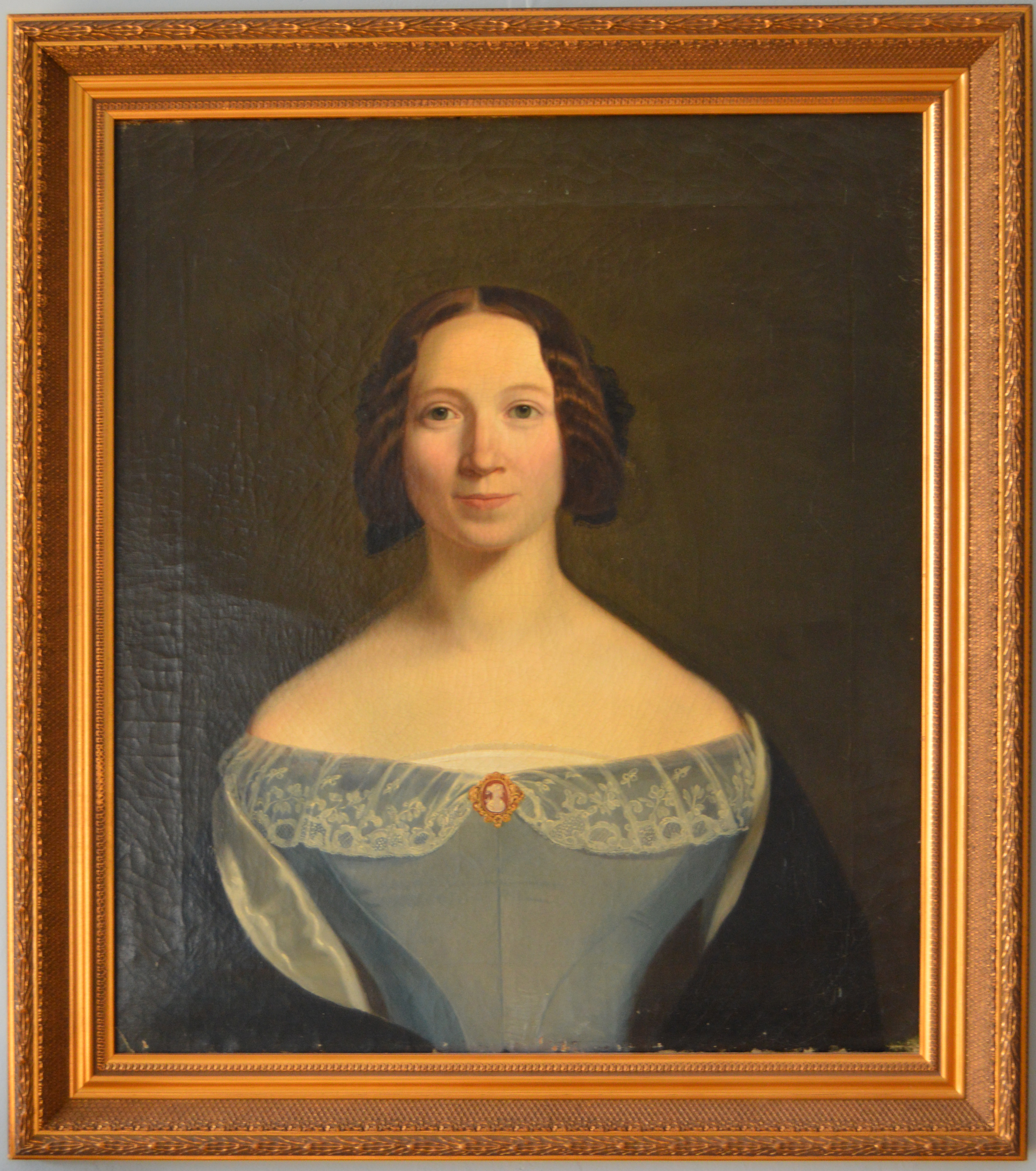
Bildnis einer Frau (Eleonore Herrmann?), 1846

Johann Karl Herrmann  (* um 1813 in Koblenz; † 23. August 1881 in Mainz) war ein deutscher Maler und Radierer, der der Richtung der Nazarener angehörte.

## Leben und Werk
Hermann begann seine Ausbildung 1836 an der Düsseldorfer Akademie unter Schadow und Karl Ferdinand Sohn. 1836 fertigte Herrmann für die katholische Kirche in Wald (Solingen) das Altarbild Maria auf dem Thron, von Engeln umgeben. Während seiner Studienzeit nahm Veit an mehreren Ausstellungen teil, so 1838 an der Akademie-Ausstellung in Berlin mit dem Gemälden Jakobs Traum und Studienkopf. 1839 stellte Herrmann im Kunstverein Leipzig das Gemälde Des Sängers Fluch aus. 1841 ging er nach Frankfurt, um sich der Schule Philipp Veits anzuschließen, deren Prinzipien von da an maßgebend für ihn wurden. 1848 folgte Herrmann seinem Lehrer nach Mainz und führte im dortigen Dom Fresken nach Entwürfen von Veit aus. Wiewohl die Beschäftigung mit religiösen Themen nie abbrach, wendete er sich in seinen späteren Jahren vermehrt der Porträt- und Historienmalerei zu. Auch Radierungen von ihm sind überliefert. Zu Robert Reinicks Band Lieder eines Malers mit Randzeichnungen seiner Freunde radierte Herrmann das Blatt Wanderers Nachtlieder.

## Rezeption
Während Herrman zu Lebzeiten als „vorzüglichster Meister seines Fachs“ anerkannt war, schwand sein Ansehen mit der zunehmenden Kritik an der Kunst der Nazarener in der zweiten Hälfte des 19. Jahrhunderts. In einem Nachruf von 1881 wurde ihm bescheinigt, er besäße „ein achtungswertes Talent und pflegte die kirchliche Kunst mit ernstem Eifer, ohne indessen Hervorragendes zu leisten.“
Posthum wurden Arbeiten von Herrmann ausgestellt:
- 1887: Ausstellung von Gemälden aus Privatbesitz, Stadttheater Mainz
- 1892: Mainzer Ausstellung für christliche Kunst

## Werke
- Maria auf dem Thron, von Engeln umgeben, 1836
- Jakobs Traum, 1838
- Studienkopf, 1838
- Des Sängers Fluch, 1839
- Karl-Heinrich Wolf mit seiner Frau,  1840
- Brustbild des Karl Heinrich Wolf, 1841
- Heilige Elisabeth, 1843
- Bildnis eines Mannes (Selbstbildnis?), 1846
- Bildnis einer Frau (Eleonore Herrmann?), 1846, Gegenstück zum vorgenannten Bildnis eines Mannes
- Bildnis der Fürstin von Wied, 1847
- Morgenlandschaft, 1848
- Abendlandschaft, 1848
- Ein kleines Paar, 1850
- In guter Hut,  1851
- Vom Bräutigam, 1852
- Hessisches Bauernmädchen, 1852
- Beteiligung an den Fresken in des Mainzer Doms, 1856–1864
- Waldschloss, 1863
- Madonna in der Säulenloggia, 1865
- Stillleben mit Goethebüste, Büchern und Faust-Manuskript, 1871
- Madonna, 1872
- Die Pfalz am Rhein, 1878
- Die Lorelei, o. J.